# 纽伦堡新博物馆
纽伦堡新博物馆（Neues Museum Nürnberg）是德国纽伦堡的一个博物馆，位于老城区边缘一个建筑背面的庭院中，关注现代艺术、当代艺术和设计。

## 建筑
1990年，巴伐利亚州政府决定建造一座20世纪的博物馆。博物馆所在的建筑是由建筑师沃尔克·斯塔布设计的。工程开始于1996年9月11日，结束于1999年10月。2000年4月15日正式开幕。展出面积3000平方米。

## 环境保护
自2015年3月以来，博物馆在房顶上饲养蜜蜂。出产的蜂蜜“城市黄金”（Stadtgold）在博物馆商店出售。

## 馆长
- 卢修斯·格里斯巴赫，1997年10月1日至2007年8月31日
- 安吉莉卡·诺勒特，2007年10月1日至2014年5月1日
- 伊娃-克里斯蒂娜·克劳斯，自2014年9月以来[11]